# Manden-kortschildboktor
De manden-kortschildboktor (Nathrius brevipennis) is een keversoort uit de familie boktorren (Cerambycidae). De wetenschappelijke naam van de soort is voor het eerst geldig gepubliceerd in 1839 door Mulsant.